# Мешков, Владимир Васильевич
 Влади́мир Васи́льевич Мешко́в   (1903 — 1980) — доктор технических наук, профессор. Заслуженный деятель науки и техники РСФСР.

## Биография
Владимир Васильевич Мешков родился в 1903 году. С 1920 года учился в Институте народного хозяйства им. Г. В. Плеханова (ныне Российский экономический университет имени Г. В. Плеханова), одновременно с учебой работал в Московском институте охраны труда, организовал там светотехническую лабораторию. В лаборатории института охраны труда В. Мешков занимался физиологической оптикой, изучал закономерности восприятия света глазами, вопросы естественного и искусственного освещения промышленных зданий. Позднее был начальником отдела промышленного освещения, заместителем директора этого института.
С 1934 года В. Мешков работал в Московском энергетическом институте на кафедре светотехники. В 1938 году ему, по совокупности работ, была присуждена степень кандидата технических наук, в 1940 году он защитил докторскую диссертацию. В МЭИ В. В. Мешков вел курс «Осветительные установки», с 1948 по 1976 год был заведующим кафедрой светотехники. По его инициативе в МЭИ была создана лаборатория пускорегулирующих аппаратов для газоразрядных ламп, создан электрофизический факультет, позднее — факультет электронной техники. В. В. Мешков был деканом нового факультета, проректором института по научной работе.
Область научных интересов: разработка инженерных методов расчета для проектировании светотехнических установок, оценки качества освещения, исследование светового дискомфорта и ослепленности.
Под руководством В. В. Мешков было подготовлено и защищено около 20 кандидатских и докторских диссертаций, включая докторские диссертации профессоров В. В. Трембача, Г. Н. Рохлина, М. М. Гуторова.
С его участием были созданы кафедры светотехники в Каунасском политехническом институте (ныне Каунасский технологический университет), Ереванском политехническом институте, Саранском государственном университете, в Томском политехническом институте (ныне Томский политехнический университет). В. В. Мешков в разное время  был экспертом в Техническом комитете МКО по вопросам светотехнического образования, работал в Международной комиссии по освещению.
По инициативе ученого в 1955 году стал вновь издаваться журнал «Светотехника». Главным редактором журнала с 1955 по 1968 год был В. В. Мешков.

## Награды и звания
- Заслуженный деятель науки и техники РСФСР.
- Орден Ленина.
- Два ордена Трудового Красного Знамени.
- Орден «Знак Почёта».

## Труды
Профессор В. В. Мешков является автором около 100 научных работ по вопросам светотехники, учебников:
- Курс осветительной техники. М.-Л. 1937.
- Что даст хорошее освещение. М.-Л. Энергоиздат. 1932.
- Основы светотехники. М.-Л. Госэнергоиздат. 1957.